# Honda S600
Honda S600 — спортивный автомобиль производства японской компании Honda. 

## Описание
Honda S600, впервые представленный в марте 1964 года, пришёл на смену Honda S500. Он выпускался в кузовах купе и родстер.
S600 являлся первым массовым автомобилем Honda. Первоначально он выпускался только с правым рулём, однако вскоре был налажен выпуск леворульной версии для экспортных рынков. Было выпущено несколько предсерийных Honda S600 с левым рулём, два или три из которых были показаны в некоторых ранних рекламных буклетах. Также S600 являлся первым автомобилем Honda, продававшимся в Европе. Официально автомобиль никогда не продавался в США, хотя небольшое количество было импортировано отдельными владельцами через Канаду, Окинаву или Гуам.
В 1966 году автомобиль был снят с производства.

## Технические характеристики
Honda S600 приводился в движение рядным четырёхцилиндровым двигателем DOHC с водяным охлаждением и четырьмя карбюраторами Keihin. Рабочий объём двигателя был увеличен с 531 до 606 см3. Двигатель развивал мощность 43 кВт (57 л. с.) при 8500 об/мин. Максимальная скорость составляла 140 км/ч. Четырёхступенчатая механическая коробка передач приводила в движение задние колёса через гипоидный дифференциал, выводящий на цепные передачи для каждого заднего колеса. Колёса приводились в движение одной или двумя цепями (в зависимости от даты производства), содержащимися в поворотном герметичном корпусе со смазкой в масляном фильтре и регулируемыми натяжителями. Картеры поворотной цепи функционировали как продольные рычаги для полностью независимой задней подвески с пружинной подвеской. Передняя подвеска также была независимой, с А-образными рычагами, продольными торсионными пружинами и реечным рулевым управлением. S600 имел 13-дюймовые колёса и ребристые алюминиевые барабанные тормоза.

## Галерея

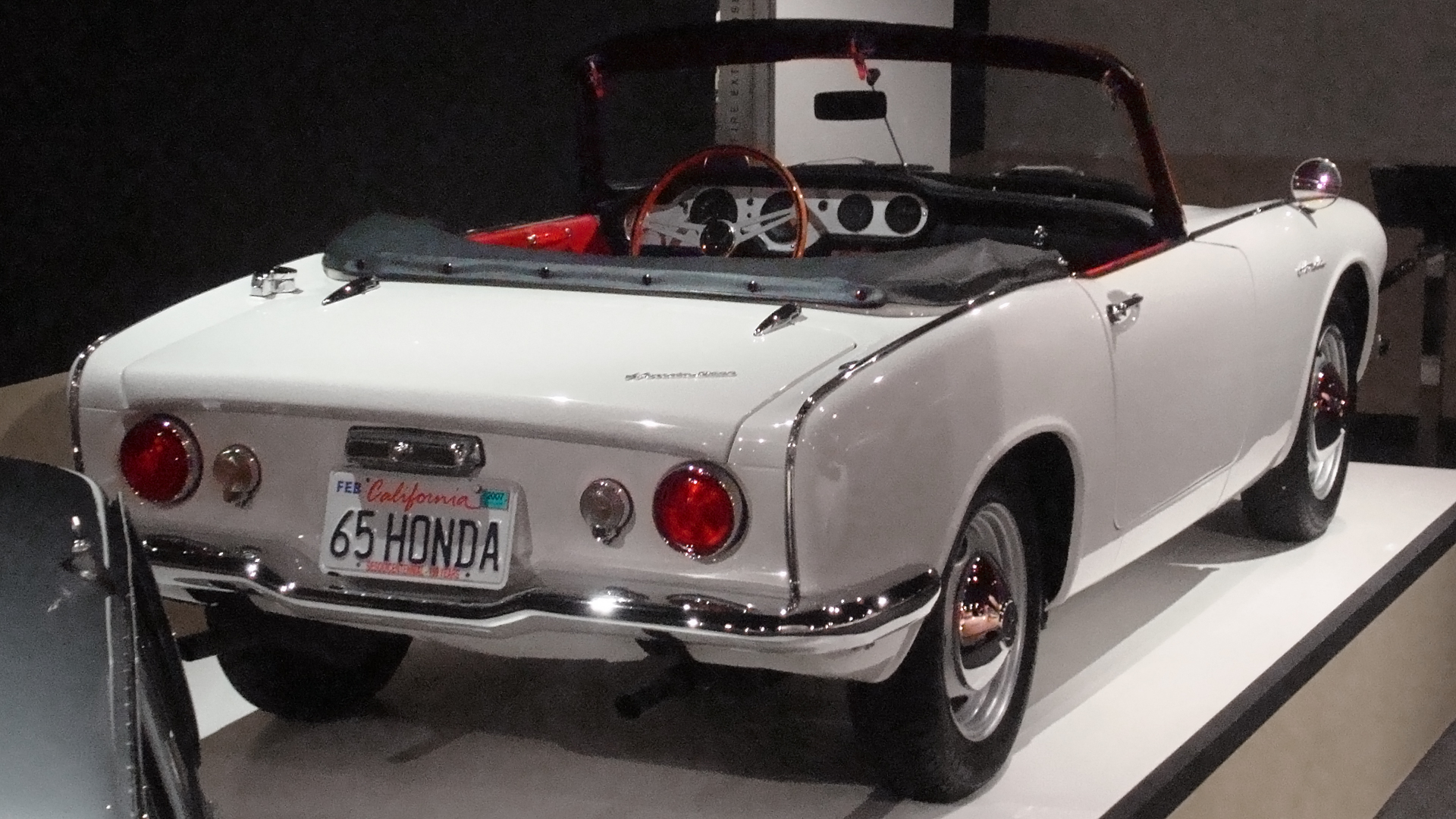
Honda S600 (вид сзади) в музее Petersen Automotive Museum
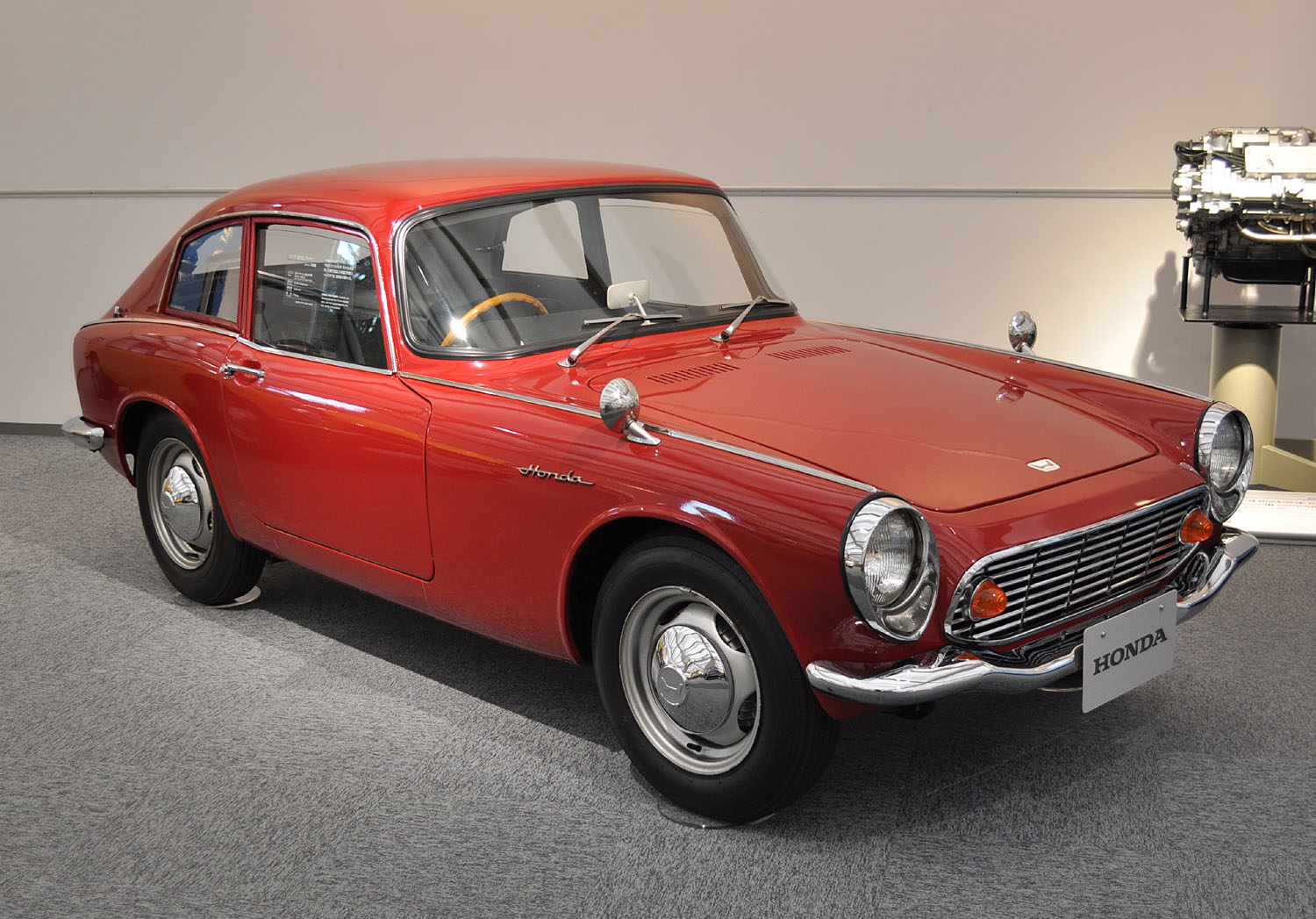
Honda S600 Coupe
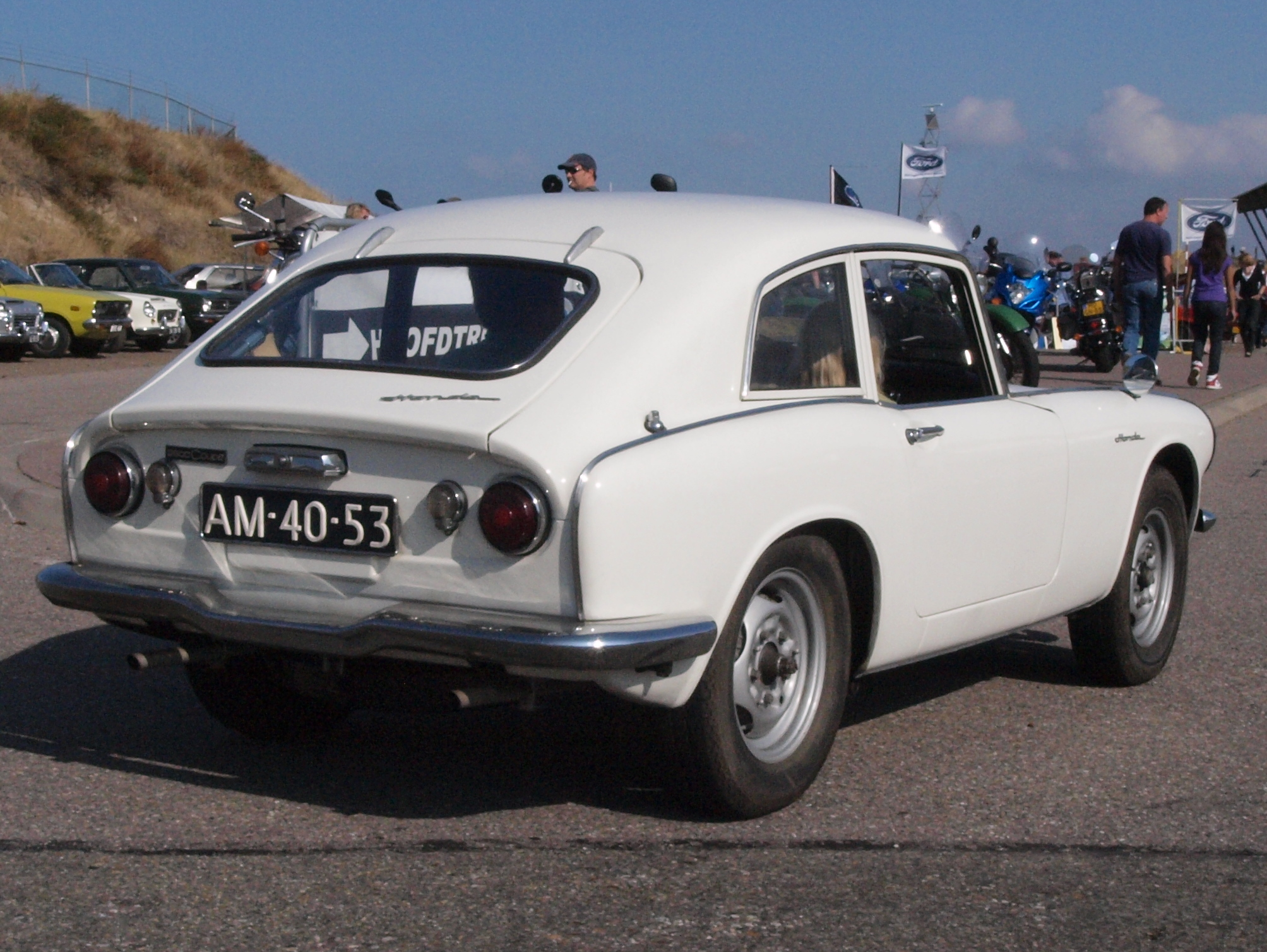
Honda SM600 Fastback
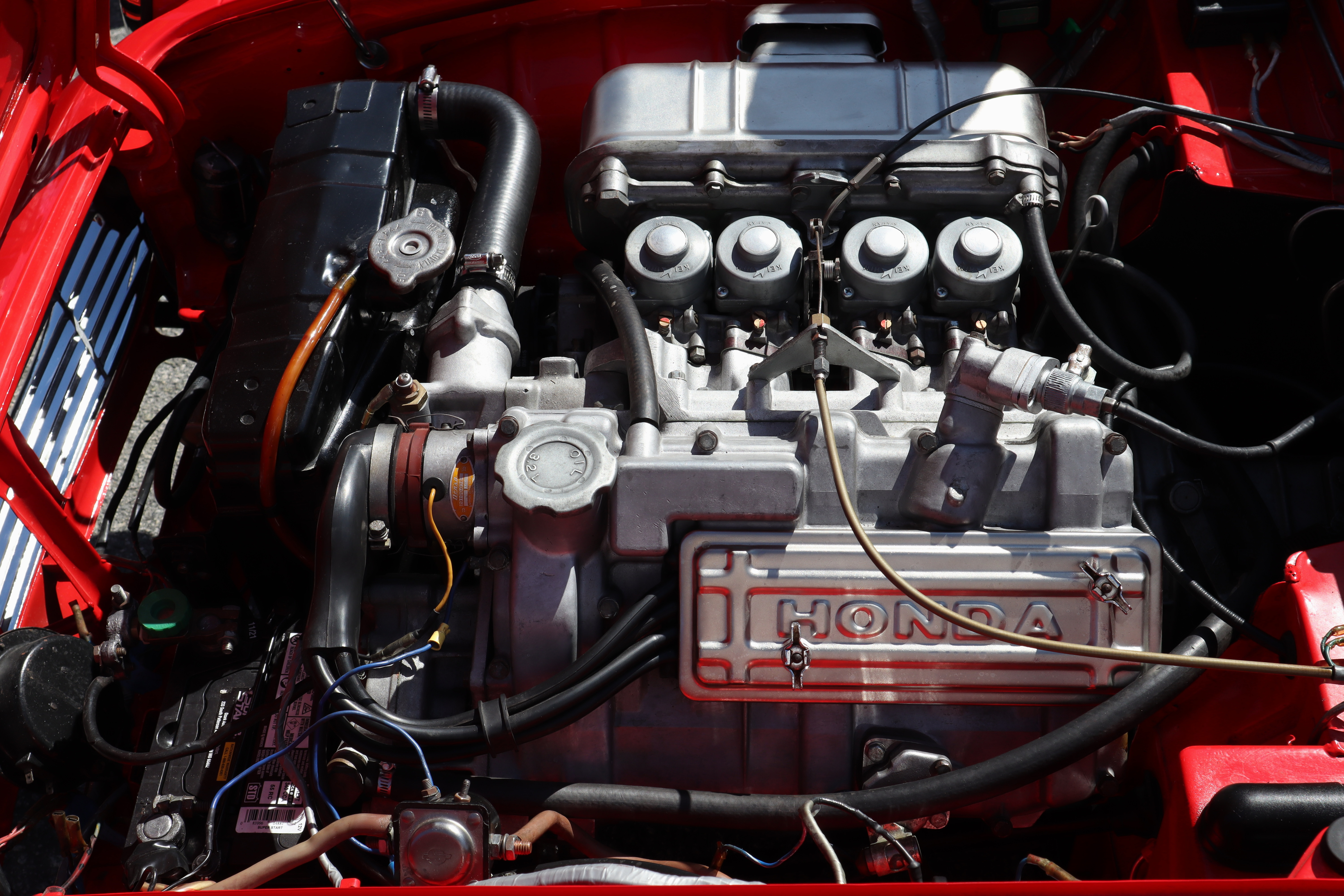
Двигатель Honda S600

## Продажи
В 1964 году было выпущено 3912 родстеров Honda S600, а в 1965 году было выпущено 7261 кабриолет и 1519 купе. К окончанию производства было выпущено 11284 кабриолета и 1800 купе.